# Pandemia de COVID-19 na Eslováquia
Este artigo documenta os impactos da pandemia de coronavírus de 2020 na Eslováquia e pode não incluir todas as principais respostas e medidas contemporâneas.
Durante a pandemia, a Eslováquia se destacou na Europa como uma das nações que tomaram as medidas mais rígidas para lidar com a crise, incluindo encerramento temporário de todos os voos internacionais, além de viagens de trens e ônibus desnecessárias, reforço nas patrulhas de fronteira e uma quarentena compulsória de 14 dias de todos que estavam vindo do exterior. Além disso, medidas de distanciamento social foram tomadas e escolas e universidades de todo o país foram fechadas temporariamente. Novas restrições, contudo, foram colocadas mais tarde, no segundo semestre como uma resposta a um novo aumento no número de casos.

## Linha do tempo
Em 6 de março, o primeiro caso de infecção pelo novo coronavírus na Eslováquia foi confirmado, tratando-se de um homem de 52 anos. A ocorrência foi de pessoa para pessoa, pois o infectado não estava no exterior, mas seu filho visitou Veneza, na Itália. No dia seguinte, seu filho deu positivo para o teste, mas esteve assintomático antes da realização da análise.
Em 7 de março, a esposa e o filho do homem de 52 anos deram positivo para o teste, subindo o total de infectados para 3. Em 8 de março, o Ministério da República Eslovaca confirmou mais 2 casos. A primeira era uma professora de ensino infantil e a outra era um motorista de ônibus de Bratislava.
Em 9 de março,  a transmissão do primeiro infectado se agravou e ele foi transferido para uma unidade de terapia intensiva (UTI). O primeiro-ministro, Peter Pellegrini, confirmou que há mais 2 casos do vírus no país. O primeiro é de um funcionário da empresa U. S. Steel, em Košice, e o segundo foi sua esposa, de Martin.
Em 11 de março, mais 3 casos foram confirmados, elevando o número total para 10. Pellegrini afirmou que os infectados estiveram em contato com a família infectada em Kittsee, na Áustria.
Em 12 de março, 6 novos pacientes foram confirmados. Todos os casos ocorreram em Bratislava, como anunciado previamente pela reunião de crise. Mais tarde no mesmo dia, mais 5 casos foram divulgados, elevando o número total para 21. O controle das fronteiras foi restabelecido no que tangia a Áustria, Hungria e a República Tcheca. Nenhum viajante sem residência permanente ou emprego no país teria permissão para permanecer. O horário do trem durante as férias para trens domésticos foi adotado durante a semana. Segundo Pellegrini, "tudo o que não for essencial será fechado por 14 dias", a fim de restringir a propagação do vírus.
Em 13 de março, todos os três aeroportos internacionais foram fechados a partir das 7h; 9 pessoas tiveram a infecção confirmada. Mais tarde, outras 2 pessoas tiveram resultados positivos para o vírus, elevando o número para 32.
Em 14 de março, 12 pessoas testaram positivo, totalizando 44 casos. Em 15 de março, 10 pessoas tiveram a infecção confirmada. No mesmo dia, outras 7, subindo o número de casos totais para 61. A Eslováquia decidiu, portanto, declarar estado de emergência.
Em 16 de março, 2 pessoas tiveram a infecção confirmada. No mesmo dia, outras 9, elevando o número para 72. Em 17 de março, 25 pessoas tiveram a infecção confirmada, elevando o número total para 97 de 1913 testes. O Instituto de Política Nacional de Saúde espera que o número de infectados atinja 10% da população do país. Isso ocorrerá cerca de 110 dias após o início da pandemia.
Em 18 de março, o número ultrapassou 100 de o número total de casos foi de 105. Nesse dia, Pellegrini anunciou a primeira morte de uma mulher de 84 anos. Ainda não se sabe, no entanto, se morreu em decorrência da doença, pois ela havia apresentado comorbidade. Em 16 de abril o número de casos passou 1 000 e no dia seguinte o total de mortos passou de 10.
Em meados de maio de 2020, o governo eslovaco afirmou que as medidas tomadas pelo país (incluindo distanciamento social, quarentena e fechamento parcial do comércio) ajudaram a deter a expansão da COVID-19 no país. Como resultado, ainda em maio, a Eslováquia começou a eliminar as restrições na vida dos seus cidadãos e retomar a atividade econômica de forma plena, ainda que de forma gradual.
Em setembro, contudo, houve um novo aumento considerável no número de casos, que resultou em novas restrições a popupalação.